# زمین‌لرزه ۱۳۵۹ قم
زمین‌لرزه ایران در تاریخ ۱۹ دسامبر ۱۹۸۰ میلادی، برابر با ‎۲۸ آذر ۱۳۵۹، ساعت ۱:۱۶:۵۶ به زمان یوتی‌سی حوالی سلفچگان درنزدیکی قم رخ داد. ژرفای این زلزله ۱۲٫۵ کیلومتر بود، و بزرگی آن ۶٫۲ در مقیاس Mw اعلام شده‌است. زمین‌لرزه به وقت محلی در روز جمعه، ساعت ۴٫۵ روی داده و منطقه زمانی آن یوتی‌سی +۳٫۵ بوده‌است.
سازمان زمین‌شناسی آمریکا نیز مرکز این زمین‌لرزه را در مختصات ۳۴°۳۵′۱۳″شمالی ۵۰°۳۹′۰۷″شرقی / ۳۴٫۵۸۷°شمالی ۵۰٫۶۵۲°شرقی و ژرفای آن را در ۳۳ کیلومتر گزارش کرده‌است. بزرگی برگزیدهٔ این سازمان از میان بزرگیهای محاسبه‌شدهٔ مختلف ۵٫۸ در مقیاس Ms بوده و از دید اثر، در میان چهار دسته‌بندی «نامحسوس»، «محسوس»، «زیان‌آور» یا «با تلفات»، زلزله را «با تلفات» اعلام کرده‌است.
پروژهٔ «تنسور گشتاور مرکزوار» زاویه‌های (راستا، شیب، ریک) گسل سازندهٔ زمین‌لرزه و صفحه عمود بر آن را (°۱۳۵، °۴۵، °۱۵۷) یا (°۲۴۲، °۷۴، °۴۷) و نوع گسل را«امتدادلغز» فرارسانده‌است.
شمار کشتگان زلزله حدود ۲۶ نفر بوده‌است.